# Katastrofa lotnicza prezydenta Ramona Magsaysaya
Katastrofa lotnicza prezydenta Ramona Magsaysaya – katastrofa lotnicza, do której doszło 17 marca 1957 roku na Filipinach. Zginęło 25 osób, m.in. prezydent Filipin Ramon Magsaysay.

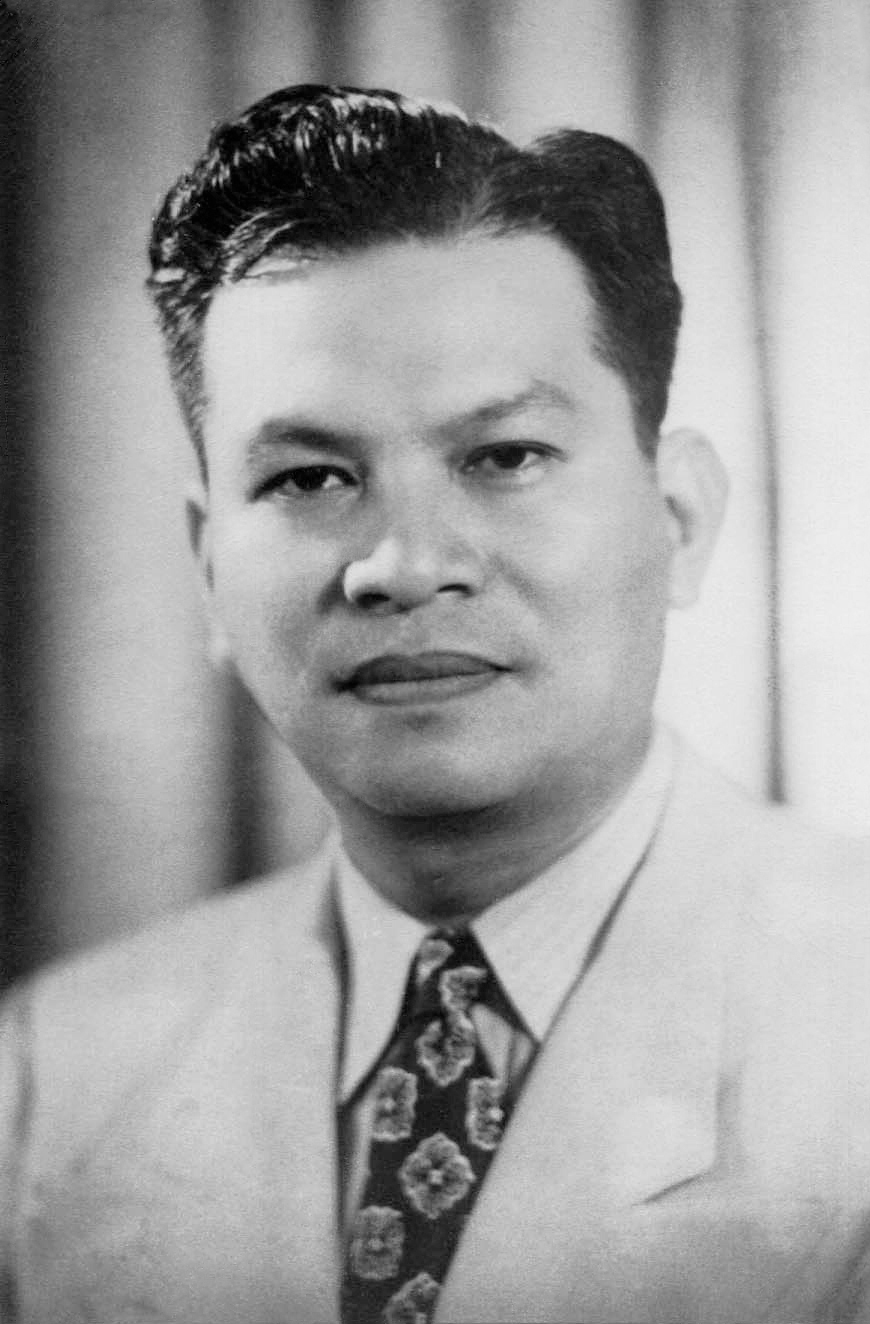
Prezydent Filipin Ramon Magsaysay

W chwili śmierci prezydent Magsaysay cieszył się dużą popularnością i spodziewano się, że z łatwością wygra reelekcję w wyborach prezydenckich, które odbyły się w listopadzie 1957.

## Wypadek
Gdy samolot wystartował z lotniska Lahug, naoczni świadkowie zauważyli, że samolot nie nabrał wystarczającej wysokości, zbliżając się do pasm górskich w Balamban.
O godzinie 1:17 czasu PHT (UTC+08:00) samolot nadał przez radio wiadomość do Pałacu Malacañang, aby samochód prezydenta Magsaysaya pojawił się na lotnisku Nichols Field o 3:15 (UTC+08:00). Była to ostatnia wiadomość przekazana przez samolot.
Podczas śniadania Pierwsza Dama Luz Magsaysay i rodzina Magsaysayów zostali poinformowani o zaginięciu samolotu.
Filipińskie Siły Powietrzne rozpoczęły pełne poszukiwania w powietrzu i na morzu przy wsparciu Sił Powietrznych i Marynarki Wojennej Stanów Zjednoczonych.
Wczesnym popołudniem 17 marca lokalny urzędnik miejski ogłosił, że samolot rozbił się na zboczach góry Manunggal w Balamban, około 35 km na północny zachód od miasta Cebu. Mieszkańcy, którzy odkryli płonący wrak znaleźli jednego ocalałego, Nestora Matę, reportera gazety Philippine Herald. Mata doznał oparzeń drugiego i trzeciego stopnia i oszacował, że samolot rozbił się około 1:40 (UTC+08:00).

## Dochodzenie
Początkowo spekulowano, że przyczyną katastrofy samolotu był sabotaż, jednak nie pojawiły się żadne dowody potwierdzające tę teorię.
27 kwietnia 1957 r. szef filipińskiej policji, generał Manuel F. Cabal, zeznał przed komisją senacką , że przyczyną katastrofy było zmęczenie metalu, które spowodowało zerwanie wału napędowego, co spowodowało awarię zasilania na pokładzie samolotu wkrótce po starcie. Dodał, że gdy samolot nabierał wysokości, pękł wał napędowy prawego gaźnika silnika.